# Cycloschizon capense
Cycloschizon capense är en svampart som först beskrevs av Doidge, och fick sitt nu gällande namn av Arx 1962. Cycloschizon capense ingår i släktet Cycloschizon och familjen Parmulariaceae.   Inga underarter finns listade i Catalogue of Life.